# Porina kameruniensis
Porina kameruniensis är en lavart som beskrevs av F. Schill. Porina kameruniensis ingår i släktet Porina och familjen Porinaceae.   Inga underarter finns listade i Catalogue of Life.